# Slizké
Slizké – wieś (obec) na Słowacji położona w kraju bańskobystrzyckim, w powiecie Rymawska Sobota. Pierwsze wzmianki o miejscowości pochodzą z roku 1258. 
Według danych z dnia 31 grudnia 2012, wieś zamieszkiwało 209 osób, w tym 95 kobiet i 114 mężczyzn.
W 2001 roku rozkład populacji względem narodowości i przynależności etnicznej wyglądał następująco:
- Słowacy – 73,53%
- Czesi – 1,47%
- Węgrzy – 19,12%

Ze względu na wyznawaną religię struktura mieszkańców kształtowała się w 2001 roku następująco:
- Katolicy rzymscy – 42,65%
- Ewangelicy – 19,12%
- Ateiści – 25,74%
- Nie podano – 11,76%